# Football-Club Bavois 2019-2020
Questa voce raccoglie le informazioni riguardanti il Football-Club Bavois nelle competizioni ufficiali della stagione 2019-2020.

## Stagione
Nella stagione 2019-2020 il Bavois, allenato da Bekim Uka, concluse il campionato di Promotion League al 14º posto. In Coppa Svizzera il Bavois fu eliminato ai quarti di finale dal Winterthur.

## Rosa
| N. |                                 | Ruolo | Calciatore          |
| -- | ------------------------------- | ----- | ------------------- |
| 1  | Svizzera (bandiera)             | P     | Robin Enrico        |
| 2  | Bosnia ed Erzegovina (bandiera) | D     | Nezir Kurtic        |
| 4  | Svizzera (bandiera)             | D     | Timothie Zali       |
| 5  | Svizzera (bandiera)             | D     | Tristan Chavanne    |
| 6  | Svizzera (bandiera)             | C     | Yannick Bovay       |
| 7  | Svizzera (bandiera)             | C     | Adrián Alvarez      |
| 8  | Svizzera (bandiera)             | C     | Blerim Iseni        |
| 10 | Svizzera (bandiera)             | A     | Giancarlo Negro     |
| 11 | Italia (bandiera)               | C     | Fabio Lo Vacco      |
| 11 | Croazia (bandiera)              | A     | Marko Mišić         |
| 12 | Svizzera (bandiera)             | C     | Elvis Omba          |
| 13 | Serbia (bandiera)               | C     | Aleksandar Bozic    |
| 14 | Svizzera (bandiera)             | D     | Arthur Ndebele      |
| 15 | RD del Congo (bandiera)         | C     | Moise Tsumbu Nsimba |

| N. |                                 | Ruolo | Calciatore       |
| -- | ------------------------------- | ----- | ---------------- |
| 16 | Svizzera (bandiera)             | D     | Arnaud Bühler    |
| 17 | Svizzera (bandiera)             | A     | Andelko Savic    |
| 18 | Francia (bandiera)              | C     | Romain Beynié    |
| 19 | Svizzera (bandiera)             | C     | Abilio da Veiga  |
| 20 | Svizzera (bandiera)             | A     | Alex Gauthier    |
| 21 | Svizzera (bandiera)             | C     | Valérian Boillat |
| 21 | Kosovo (bandiera)               | C     | Dilan Qela       |
| 22 | Bosnia ed Erzegovina (bandiera) | A     | Mehmed Begzadić  |
| 30 | Svizzera (bandiera)             | P     | Jimmy Cannilla   |
| 30 | Italia (bandiera)               | P     | Tony Cavaliere   |
|    | Capo Verde (bandiera)           | P     | Sócrates         |
|    | Bosnia ed Erzegovina (bandiera) | D     | Miljan Dangubic  |
|    | RD del Congo (bandiera)         | A     | Djove Ifaso      |
|    | Francia (bandiera)              | A     | Thomas Lenzini   |

## Organigramma societario
Area tecnica
- Allenatore: Bekim Uka
- Allenatore in seconda: Njohole Renatus
- Preparatore dei portieri: Damien Warpelin
- Preparatori atletici:

## Calciomercato

### Sessione estiva
| Acquisti | Acquisti | Acquisti | Acquisti |
| R.       | Nome     | da       | Modalità |
| -------- | -------- | -------- | -------- |

| Cessioni | Cessioni | Cessioni | Cessioni |
| R.       | Nome     | a        | Modalità |
| -------- | -------- | -------- | -------- |

### Sessione invernale
| Acquisti | Acquisti | Acquisti | Acquisti |
| R.       | Nome     | da       | Modalità |
| -------- | -------- | -------- | -------- |

| Cessioni | Cessioni | Cessioni | Cessioni |
| R.       | Nome     | a        | Modalità |
| -------- | -------- | -------- | -------- |

## Risultati

### Promotion League
| Arbitro: | Thies |

|                                             |           |                                      |
| Seferagic 55’ (rig.) Causi 60’ Mukinisa 88’ | Marcatori | 47’ Bühler 70’ Gauthier 83’ Begzadić |

| Arbitro: | Hürlimann |

|                    |           |              |
| Alvarez 90’ (rig.) | Marcatori | 90’ Dangubic |

| Arbitro: | Odiet |

|                               |           |                    |
| Rohrbach 45’ Frick 61’ (rig.) | Marcatori | 56’ (rig.) Alvarez |

| Arbitro: | Roth |

|                          |           |              |
| Alvarez 20’ Begzadić 53’ | Marcatori | 70’ Boussaha |

| Arbitro: | Borra |

|  |           |                                   |
|  | Marcatori | 36’ Alvarez 64’ Pimenta 90’ Savic |

| Arbitro: | Staubli |

|            |           |            |
| Batata 76’ | Marcatori | 55’ Demiri |

| Arbitro: | Ovcharov |

|  |           |                                   |
|  | Marcatori | 17’ (rig.), 56’ Riedle 70’ Titaro |

| Arbitro: | Roth |

|                                                       |           |  |
| Gubinelli 35’ Ejupi 49’ Marchand 55’ (rig.) Suter 79’ | Marcatori |  |

| Arbitro: | Jancevski |

|                       |           |                            |
| Demiri 8’ Alvarez 71’ | Marcatori | 45’ (rig.) Miani 54’ Rüedi |

| Bellinzona 28 settembre 2019, ore 17:30 CEST 10ª giornata | Bellinzona | 0 – 0 referto | Bavois | Stadio comunale (620 spett.)\| Arbitro: \| Borra \| |
| Arbitro:                                                  | Borra      |               |        |                                                     |

| Arbitro: | Kanagasingam |

|                     |           |                                                  |
| Zali 2’ Alvarez 23’ | Marcatori | 6’ Bega 39’ Nsiala 48’ Qarri 69’ Silva 85’ Gomes |

| Arbitro: | Thies |

|                                 |           |                 |
| Aravidīs 53’ (rig.) Morelli 82’ | Marcatori | 9’, 90’ Alvarez |

| Arbitro: | Huwiler |

|             |           |                                 |
| Alvarez 21’ | Marcatori | 40’ Arfaoui 71’ Mejdi 87’ Wyder |

| Arbitro: | Wolfensberger |

|             |           |              |
| Fischer 68’ | Marcatori | 26’ Begzadić |

| Arbitro: | von Mandach |

|             |           |                              |
| Alvarez 70’ | Marcatori | 15’, 21’ Sulejmani 57’ Koide |

| Arbitro: | Hürlimann |

|           |           |  |
| Savic 53’ | Marcatori |  |

| Arbitro: | Thies |

|                                                              |           |  |
| Dangubic 17’ (rig.) Schneuwly 21’ Neto 71’ Bühler 79’ (aut.) | Marcatori |  |

| 29 febbraio 2020, ore CET 18ª giornata | Bavois | – non disputata | Rapperswil-Jona |  |

| 7 marzo 2020, ore CET 19ª giornata | Étoile Carouge | – non disputata | Bavois |  |

| 14 marzo 2020, ore CET 20ª giornata | Bavois | – non disputata | Münsingen |  |

| 21 marzo 2020, ore CET 21ª giornata | Bavois | – non disputata | Sion II |  |

| 28 marzo 2020, ore CET 22ª giornata | Brühl | – non disputata | Bavois |  |

| 5 aprile 2020, ore CEST 23ª giornata | Bavois | – non disputata | Basilea II |  |

| 11 aprile 2020, ore CEST 24ª giornata | Cham | – non disputata | Bavois |  |

| 19 aprile 2020, ore CEST 25ª giornata | Bavois | – non disputata | Bellinzona |  |

| 26 aprile 2020, ore CEST 26ª giornata | Stade Nyonnais | – non disputata | Bavois |  |

| 3 maggio 2020, ore CEST 27ª giornata | Bavois | – non disputata | Yverdon |  |

| 9 maggio 2020, ore CEST 28ª giornata | Köniz | – non disputata | Bavois |  |

| 16 maggio 2020, ore CEST 29ª giornata | Bavois | – non disputata | Black Stars Basilea |  |

| 23 maggio 2020, ore CEST 30ª giornata | Zurigo II | – non disputata | Bavois |  |

### Coppa Svizzera
| Escholzmatt-Marbach 18 agosto 2019, ore 15:00 CEST Primo turno                                                                            | FC Escholzmatt-Marbach | 0 – 14 referto                                                                                          | Bavois | Sportplatz Ebnet (325 spett.) |
| \| \| \| \| \| \| Marcatori \| 20’, 28’, 47’ Alvarez 24’ Bühler 26’, 32’, 56’ Gauthier 45’, 49’, 86’ Begzadić 48’, 52’, 76’, 84’ Savic \| |                        | |        |                               |
| |                        | |        |                               |
| | Marcatori              | 20’, 28’, 47’ Alvarez 24’ Bühler 26’, 32’, 56’ Gauthier 45’, 49’, 86’ Begzadić 48’, 52’, 76’, 84’ Savic |        |                               |

| Arbitro: | Kanagasingam |

|           |           |                      |
| Arifi 60’ | Marcatori | 75’ Veiga 90’ Demiri |

| Arbitro: | Horisberger |

|            |           |                                                                            |
| Mvumbi 88’ | Marcatori | 3’ Bühler 19’, 34’ Begzadić 36’ Alvarez 57’ Savic 59’ Gauthier 87’ Boillat |

| Arbitro: | Dudic |

|                                           |           |  |
| Buess 20’ Pepsi 45’ Callà 75’ Mahamid 87’ | Marcatori |  |

## Statistiche

### Statistiche di squadra
| Competizione     | Punti | In casa | In casa | In casa | In casa | In casa | In casa | In trasferta | In trasferta | In trasferta | In trasferta | In trasferta | In trasferta | Totale | Totale | Totale | Totale | Totale | Totale | DR  |
| Competizione     | Punti | G       | V       | N       | P       | Gf      | Gs      | G            | V            | N            | P            | Gf           | Gs           | G      | V      | N      | P      | Gf     | Gs     | DR  |
| ---------------- | ----- | ------- | ------- | ------- | ------- | ------- | ------- | ------------ | ------------ | ------------ | ------------ | ------------ | ------------ | ------ | ------ | ------ | ------ | ------ | ------ | --- |
| Promotion League | 16    | 8       | 2       | 2       | 4       | 10      | 18      | 9            | 1            | 5            | 3            | 11           | 17           | 17     | 3      | 7      | 7      | 21     | 35     | -14 |
| Coppa Svizzera   | -     | 0       | 0       | 0       | 0       | 0       | 0       | 4            | 3            | 0            | 1            | 23           | 6            | 4      | 3      | 0      | 1      | 23     | 6      | +17 |
| Totale           | 16    | 8       | 2       | 2       | 4       | 10      | 18      | 13           | 4            | 5            | 4            | 34           | 23           | 21     | 6      | 7      | 8      | 44     | 41     | +3  |

### Andamento in campionato
| Giornata  | 1 | 2  | 3  | 4 | 5 | 6 | 7 | 8  | 9  | 10 | 11 | 12 | 13 | 14 | 15 | 16 | 17 |
| --------- | - | -- | -- | - | - | - | - | -- | -- | -- | -- | -- | -- | -- | -- | -- | -- |
| Luogo     | T | C  | T  | C | T | T | C | T  | C  | T  | C  | T  | C  | T  | C  | C  | T  |
| Risultato | N | N  | P  | V | V | N | P | P  | N  | N  | P  | N  | P  | N  | P  | V  | P  |
| Posizione | 6 | 10 | 12 | 9 | 5 | 6 | 9 | 11 | 11 | 11 | 13 | 12 | 14 | 14 | 14 | 14 | 14 |

Legenda:

Luogo: C = Casa; T = Trasferta. Risultato: V = Vittoria; N = Pareggio; P = Sconfitta.

### Statistiche dei giocatori
| Giocatore      | Promotion League | Promotion League | Promotion League | Promotion League | Coppa Svizzera | Coppa Svizzera | Coppa Svizzera | Coppa Svizzera | Totale   | Totale | Totale      | Totale     |
| Giocatore      | Presenze         | Reti             | Ammonizioni      | Espulsioni       | Presenze       | Reti           | Ammonizioni    | Espulsioni     | Presenze | Reti   | Ammonizioni | Espulsioni |
| -------------- | ---------------- | ---------------- | ---------------- | ---------------- | -------------- | -------------- | -------------- | -------------- | -------- | ------ | ----------- | ---------- |
| A. Alvarez     | 16               | 10               | 3                | 0                | 4              | 4              | 0              | 0              | 20       | 14     | 3           | 0          |
| M. Barroqueiro | 0                | 0                | 0                | 0                | 0              | 0              | 0              | 0              | 0        | 0      | 0           | 0          |
| M. Begzadić    | 14               | 3                | 3                | 0                | 3              | 5              | 0              | 0              | 17       | 8      | 3           | 0          |
| R. Beynié      | 13               | 0                | 5                | 0                | 2              | 0              | 0              | 0              | 15       | 0      | 5           | 0          |
| V. Boillat     | 16               | 0                | 5                | 0                | 3              | 1              | 0              | 0              | 19       | 1      | 5           | 0          |
| Y. Bovay       | 14               | 0                | 4                | 0                | 2              | 0              | 0              | 0              | 16       | 0      | 4           | 0          |
| A. Bozic       | 0                | 0                | 0                | 0                | 1              | 0              | 0              | 0              | 1        | 0      | 0           | 0          |
| L. Bueche      | 0                | 0                | 0                | 0                | 0              | 0              | 0              | 0              | 0        | 0      | 0           | 0          |
| A. Bühler      | 16               | 1                | 2                | 1                | 4              | 2              | 0              | 0              | 20       | 3      | 2           | 1          |
| J. Cannilla    | 0                | 0                | 0                | 0                | 1              | 0              | 0              | 0              | 1        | 0      | 0           | 0          |
| T. Cavaliere   | 0                | 0                | 0                | 0                | 0              | 0              | 0              | 0              | 0        | 0      | 0           | 0          |
| T. Chavanne    | 8                | 0                | 3                | 0                | 2              | 0              | 0              | 0              | 10       | 0      | 3           | 0          |
| A. Ciarrocchi  | 0                | 0                | 0                | 0                | 0              | 0              | 0              | 0              | 0        | 0      | 0           | 0          |
| G. Cuénoud     | 1                | 0                | 1                | 0                | 3              | 0              | 0              | 0              | 4        | 0      | 1           | 0          |
| M. Dangubic    | 17               | 0                | 4                | 0                | 3              | 0              | 1              | 0              | 20       | 0      | 5           | 0          |
| A. Demiri      | 16               | 2                | 5                | 0                | 2              | 1              | 0              | 0              | 18       | 3      | 5           | 0          |
| R. Enrico      | 17               | 0                | 1                | 0                | 4              | 0              | 0              | 0              | 21       | 0      | 1           | 0          |
| A. Gauthier    | 17               | 1                | 1                | 0                | 3              | 4              | 0              | 0              | 20       | 5      | 1           | 0          |
| D. Ifaso       | 0                | 0                | 0                | 0                | 0              | 0              | 0              | 0              | 0        | 0      | 0           | 0          |
| B. Iseni       | 0                | 0                | 0                | 0                | 1              | 0              | 1              | 0              | 1        | 0      | 1           | 0          |
| N. Jaton       | 0                | 0                | 0                | 0                | 0              | 0              | 0              | 0              | 0        | 0      | 0           | 0          |
| N. Kurtic      | 17               | 0                | 2                | 0                | 3              | 0              | 0              | 0              | 20       | 0      | 2           | 0          |
| T. Lenzini     | 0                | 0                | 0                | 0                | 0              | 0              | 0              | 0              | 0        | 0      | 0           | 0          |
| M. Mišić       | 0                | 0                | 0                | 0                | 1              | 0              | 0              | 0              | 1        | 0      | 0           | 0          |
| A. Ndebele     | 7                | 0                | 0                | 0                | 1              | 0              | 1              | 0              | 8        | 0      | 1           | 0          |
| G. Negro       | 0                | 0                | 0                | 0                | 1              | 0              | 0              | 0              | 1        | 0      | 0           | 0          |
| M. Nsimba      | 1                | 0                | 0                | 0                | 0              | 0              | 0              | 0              | 1        | 0      | 0           | 0          |
| E. Omba        | 0                | 0                | 0                | 0                | 0              | 0              | 0              | 0              | 0        | 0      | 0           | 0          |
| L. Pimenta     | 12               | 1                | 0                | 0                | 2              | 0              | 0              | 0              | 14       | 1      | 0           | 0          |
| D. Qela        | 0                | 0                | 0                | 0                | 1              | 0              | 1              | 0              | 1        | 0      | 1           | 0          |
| A. Savic       | 15               | 2                | 3                | 0                | 4              | 5              | 0              | 0              | 19       | 7      | 3           | 0          |
| S. Sócrates    | 0                | 0                | 0                | 0                | 0              | 0              | 0              | 0              | 0        | 0      | 0           | 0          |
| D. Titié       | 0                | 0                | 0                | 0                | 0              | 0              | 0              | 0              | 0        | 0      | 0           | 0          |
| F. Vacco       | 10               | 0                | 3                | 0                | 2              | 0              | 1              | 0              | 12       | 0      | 4           | 0          |
| A. Veiga       | 10               | 0                | 2                | 1                | 2              | 1              | 0              | 0              | 12       | 1      | 2           | 1          |
| T. Zali        | 13               | 1                | 4                | 0                | 2              | 0              | 0              | 0              | 15       | 1      | 4           | 0          |